# Goat Island (Auckland)
Goat Island ist eine kleine Insel in der Region Auckland mit etwa einem Hektar Fläche. Sie liegt dicht vor der Küste der Nordinsel Neuseelands nordöstlich von Warkworth. Die Insel Te Hauturu-o-Toi / Little Barrier Island liegt im Meer circa 25 Kilometer nordöstlich. 
Die Insel ist Teil des Schutzgebietes Goat Island Marine Reserve, eines 5,24 Quadratkilometer großen Meeresschutzgebietes, das sich von Cape Rodney bis Okakari Point erstreckt. Es wurde 1975 gegründet und 1977 eröffnet. Es wird jährlich von mehr als 300.000 Besuchern zum Schnorcheln und Sporttauchen genutzt.